# Enazidenib
Az enazidenib (INN; kereskedelmi nevén Idhifa) egy olyan kismolekulás hatóanyag, amelyet relapszusos vagy refrakter akut mieloid leukémia kezelésére használnak azon betegek esetén, akik izocitrát-dehidrogenáz 2 (IDH2) gén specifikus mutációival rendelkeznek. Ezt a mutációt egy, az FDA által jóváhagyott IDH2 gén kísérő diagnosztikai teszttel határozzák meg. Az enazidenib az IDH2 inhibitora. A molekulát az Agios Pharmaceuticals fejlesztette ki, a gyógyszerengedélyezés további lépéseit a Celgene végezte.
Az enazidenib egy 1,3,5-triazin, amely a 2-es, 4-es, illetve 6-os pozícióban (2-hidroxi-2-metilpropil)nitrilo, 6-(trifluormetil)piridin-2-il és [2-(trifluormetil)piridin-4-il]nitrilo-csoportokkal van szubsztituálva.
Az Egyesült Államok Élelmiszer- és Gyógyszerügyi Hivatala (FDA) first-in-class gyógyszernek minősíti.

## Orvosi alkalmazás
Az enazidenibet a relapszusos vagy refrakter akut mieloid leukémia kezelésére használják olyan betegeknél, akiknek IDH2 gén specifikus mutációi mutathatóak ki.

## Mellékhatások
Az alkalmazás során előforduló gyakori mellékhatások lehetnek a hányinger, hányás, hasmenés, csökkent étvágy és a sárgaság.
Az enazidenib legsúlyosabb mellékhatása a differenciálódási szindróma.

## Farmakológia
Az izocitrát-dehidrogenáz egy lényeges enzim a citromsavciklusban. Az IDH mutált formái nagy mennyiségben termelik a 2-hidroxi-glutarát (R-2-HG) (R)-enantiomerjét, és hozzájárulhatnak daganatok növekedéséhez. Az IDH1 ezt a reakciót a citoplazmában katalizálja, míg az IDH2 a mitokondriumokban. Az IDH2 mutációi gyakoribbak, mint az IDH1 mutációk, 8-19%, illetve 7-14% az AML-ben szenvedők körében. Az enazidenib megzavarja ezt a ciklust azáltal, hogy csökkenti a teljes (R)-2-HG szintet a mitokondriumokban.

## Klinikai vizsgálata
Egy klinikai vizsgálat keretében elsődleges célul az enazidenib biztonságosságának és maximálisan tolerálható dózisának (MTD) meghatározását tűzték ki, a farmakokinetikai és a farmakodinámiás profil, valamint a klinikai hatásosság vizsgálata mellett. 2013 szeptembere és 2016 áprilisa között 239 páciens vett részt a vizsgálatban. A vizsgálat adatai azt mutatták, hogy az önmagában alkalmazott enazidenib jól tolerálható volt, hematológiai válaszokat indukált, és több mint 9 hónapos medián túléléssel járt visszaeső vagy refrakter IDH2 mutációval rendelkező AML-ben szenvedő betegeknél.

## Története

### FDA
Az Egyesült Államok Élelmiszer- és Gyógyszerügyi Hivatala (FDA) 2014-ben engedélyezte az enazidenib használatát gyorsított eljárás keretében a ritka betegségek gyógyszerei közé sorolva akut mieloid leukémia kezelésére.
2017 augusztusában az FDA jóváhagyta az enazidenibet az IDH2 gén specifikus mutációival rendelkező, relapszusban vagy refrakter akut mieloid leukémiában (AML) szenvedők kezelésére, amelyet egy FDA által jóváhagyott IDH2 kísérő diagnosztikai teszt határoz meg.  

### EMA
Az Európai Bizottság 2016. áprilisban az enazidenibet ritka betegségek elleni gyógyszernek minősítette az AML-ben szenvedők kezelésére. 2020-ban azonban a Celgene Europe B.V. indítványozta a feltételes forgalomba hozatali engedély visszavonását az enazidenib 50 és 100 mg-os kiszerelésű filmtabletták esetében a relapszusos vagy refrakter AML-ben szenvedő IDH2 mutációval rendelkezők esetében, a felmerülő megválaszolatlan kérdések és bizonytalan előny/kockázat arány miatt.

## Fordítás
Ez a szócikk részben vagy egészben  az   Enasidenib című angol Wikipédia-szócikk ezen változatának fordításán alapul.  Az eredeti cikk szerkesztőit annak laptörténete sorolja fel. Ez a jelzés csupán a megfogalmazás eredetét és a szerzői jogokat jelzi, nem szolgál a cikkben szereplő információk forrásmegjelöléseként.